# Real World/Road Rules Challenge: el infierno II
El Infierno II es la décima temporada de Real World/Road Rules Challenge y secuela de El Infierno. El show salió al aire el 2005 y tomó lugar en Manzanillo, México. Este desafío era igual a El Infierno, excepto que esta vez cada equipo escogía solo a un nominado del equipo contrario para "el infierno". Este nominado debía ganar el "salvavidas" para poder salvarse del infierno. Los participantes de este desafío fueron agrupados en dos equipos los "Good Guys" y los "Bad Asses", representando a los "Héroes" y "Villanos" de sus respectivas temporadas.

## Participantes
Conductor: Dave Mirra
| Bad Asses         | Bad Asses           |
| Participante      | Temporada           |
| ----------------- | ------------------- |
| Abram Boise       | RR: South Pacific   |
| Beth Stolarczyk   | RW: Los Angeles     |
| CT Tamburello     | RW: Paris           |
| Dan Renzi         | RW: Miami           |
| Derrick Kosinski  | RR: X-Treme         |
| Karamo Brown      | RW: Philadelphia    |
| Rachel Robinson   | RR: Campus Crawl    |
| Tina Barta        | RR: South Pacific   |
| Tonya Cooley      | RW: Chicago         |
| Veronica Portillo | RR: Semester at Sea |

| Good Guys            | Good Guys            |
| Participante         | Temporada            |
| -------------------- | -------------------- |
| Brad Fiorenza        | RW: San Diego        |
| Darrell Taylor       | RR: Campus Crawl     |
| Jamie Chung          | RW: San Diego        |
| Jodi Weatherton      | RR: X-Treme          |
| Jon Brennan          | RW: Los Angeles      |
| Julie Stoffer        | RW: New Orleans      |
| Landon Lueck         | RW: Philadelphia     |
| Mike Mizanin         | RW: Back to New York |
| Robin Hibbard        | RW: San Diego        |
| Shavonda Billingslea | RW: Philadelphia     |

## Desarrollo
| Episodio | Episodio           | Equipo Ganador | Equipo Ganador | Ganador Salvavidas | Ganador Salvavidas | Nominados Infierno | Nominados Infierno | Infierno | Infierno | Infierno  |
| #        | Desafío            | Equipo Ganador | Equipo Ganador | Good Guys          | Bad Asses          | Good Guys          | Bad Asses          | Ganador  | Ganador  | Eliminado |
| -------- | ------------------ | -------------- | -------------- | ------------------ | ------------------ | ------------------ | ------------------ | -------- | -------- | --------- |
| 1        | Surf Torture       |                | Bad Asses      |                    |                    | Mike               | Dan                |          |          |           |
| 2        | Juice It Up        |                | Bad Asses      | Mike               | CT                 | Jon                |                    |          | Dan      | Jon       |
| 3        | X Marks the Spot   |                | Bad Asses      |                    |                    | Robin              | Tina               |          |          |           |
| 4        | Run For Your Money |                | Good Guys      | Mike               | Derrick            |                    |                    |          | Tina     | Robin     |
| 5        | Shirt Off My Back  |                | Good Guys      |                    |                    | Mike               | Karamo             |          |          |           |
| 6        | Dodge Yer Balls    |                | Bad Asses      | Landon             | CT                 | Landon             |                    |          | Landon   | Karamo    |
| 7        | Fill In The Gaps   |                | Bad Asses      |                    |                    | Jodi               | Veronica           |          |          |           |
| 8        | Zip Up             |                | Good Guys      | Landon             | CT                 |                    |                    |          | Veronica | Jodi      |
| 9        | Never Ending Climb |                | Good Guys      |                    |                    | Mike               | Abram              |          |          |           |
| 10       | What A Drag        |                | Bad Asses      | Mike               | CT                 | Brad               |                    |          | Abram    | Brad      |
| 11       | Riddle Me This     |                | Good Guys      |                    |                    | Julie              | Tonya              |          |          |           |
| 12       | Time To Ride       |                | Bad Asses      | Landon             | Derrick            |                    |                    |          | Tonya    | Julie     |
| 13       | If Memory Serves   |                | Good Guys      |                    |                    | Landon             | Dan                |          |          |           |
| 14       | Crab Grab          |                | Good Guys      | Darrell            | CT                 |                    |                    |          | Landon   | Dan       |
| 15       | Heart Rate Bungee  |                | Good Guys      | Landon             | CT                 | Shavonda           | Tonya              |          | Tonya    | Shavonda  |
| 16       | Handsome Reward    |                | Good Guys      |                    |                    |                    |                    |          |          |           |

     El equipo Bad Asses ganó el desafío.
     El equipo Good Guys ganó el desafío.
     El participante fue salvado por otro participante con el salvavidas.
     El participante ganó el salvavidas; por ende se salvó de ir al infiero.
     El participante ganó el salvavidas, pero se autonominó para ir al infierno.
     El participante fue puesto en el infierno por el ganador del salvavidas.

### Final
Darrell, Jamie, Landon y Mike fueron los Good Guys en la final y Abram, CT, Derrick, Rachel, Tina, Tonya y Veronica fueron los Bad Asses en la final. Los Good Guys ganaron el desafío final.
Jamie, Mike, Darrell, CT, Beth, Derrick, y Rachel nunca fueron al Infierno.